# Реакція витіснення
Реакція витіснення (англ. displacement reaction) — в неорганічній хімії — хімічна реакція, в якій фрагмент одного реактанту заміщається іншим більш реактивним реактантом (або його фрагментом). У таких реакціях число продуктів і число\реактантів є рівними; описується рівнянням типу:
A + BC → AB + C
Зустрічається в реакціях сполук металів, коли більш активний метал витісняє менш активний з його солей. Наприклад, коли металічний цинк занурити в розчин CuSO4, цинк переходитиме в розчин, а Cu буде випадати в осад у вигляді металічної міді.